# ベニバナボロギク
ベニバナボロギク（紅花襤褸菊、学名: Crassocephalum crepidioides）は、キク科ベニバナボロギク属の一年草。アフリカ原産で、日本では帰化植物のひとつ。柔らかな草で、筒状の先端が赤くなる花をつける。中国名は、野茼蒿（別名：昭和草）。

## 概要
ひょろりとした柔らかな草である。原産地はアフリカで、南洋方面に帰化している。日本では第二次大戦後の帰化植物として知られるが、意外に山間部に多く、特に森林が伐採された際などに一斉に出現し、パイオニア植物としての姿を見せている。
花は菊のようにならず、筒状の頭状花序は管状花をそろえて束ねたたような形で、先端だけが赤っぽくなる。
日本では家畜や家禽の餌として利用している例もある。日本国外では野菜として利用される例もある。

### 和名について
和名の意味は紅花ぼろ菊で、紅は花の色による。ぼろ菊は、ダンドボロギク、ノボロギクなど似た姿の植物に共通に使われているものである。その意味については、種子の綿毛の様子がぼろ布を散らかしたようだから、とする説も流布されているが、根拠は薄い。牧野はノボロギクについてサワギクの別名がボロギクであり、それに似た野生のものの意味でつけられたことを記しているため、これが元でその後にこの類にも適用された模様である。ちなみにノボロギクの侵入は明治初期、ダンドボロギクが1934年である。

## 特徴
全体に柔らかで水気の多い一年草で、茎はあまり分枝せず、真っ直ぐに立ち、草丈は30 - 70センチメートル (cm) になる。茎は赤紫に染まることがよくあり、葉の主脈にも赤みを帯びることが多い。
葉は濃緑色で薄くて柔らかく、やや先の広がった楕円形から倒卵形で、先端はややとがる。基部近くは、大きい葉ではまばらに羽状に裂ける。葉の両面には伏した毛がまばらにあり、ややざらつく。葉の縁にはやや細かな鋸歯がまばらにある。

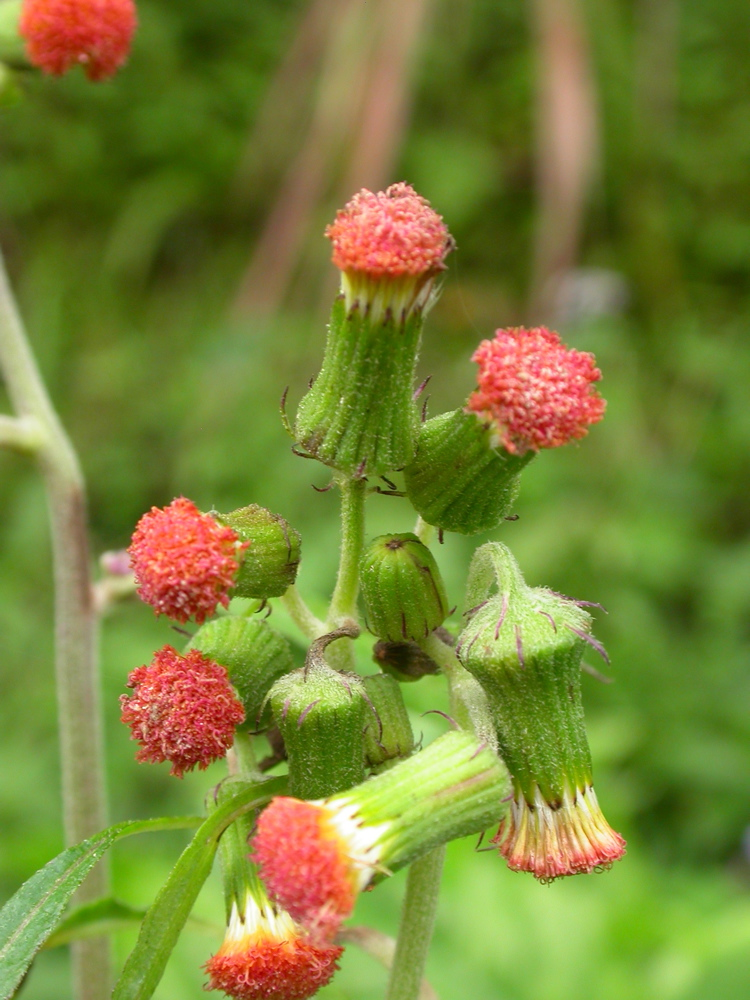
花

花期は夏から初冬。茎の先端がまばらに分枝して、その先端に着く。花のすぐ下で柄が大きく曲がり、横からうつむいて咲く。頭花は先が細くなった円筒形で、長さ10ミリメートル (mm) ぐらい。花柄の先端は広がって浅い逆円錐形で、その一番広がったところに小さな外総苞が一列に並んでいる。その内側から出る内総苞は互いに密着して先の細くなった円筒形になり、その内側に花を収めている。
小花はすべて筒状花で、花が咲いても色が付く程度で、形の上では頭花の先端が若干ふくらんで見える程度。花冠は紅色から赤レンガ色で、鮮やかな赤ではないが結構目を引く。雌蘂の先端は二つに裂け、その先端は長く伸び出し、後に巻くようになる。
種子（そう果）は長さ2 mm、先端に長さ12 mmにもなる白い綿毛が多数ある。

## 生育環境
日本では裸地に生える。やや湿ったところを好む。乾燥した道路沿いなどには少ないが、湿った畑や溝のわきなどではよく見かける。時に集団で生えて、一面に綿毛をつける様子は壮観でもある。
山間部において、森林伐採や山火事の跡地によく出現し、数年で場所を移すことが知られている。森林であった場所に空き地が生じると、その翌年からこの種が一面に出ることがあり、そういう場合は数年ほどそれが続いた後に消える。このような出現のパターンを取るものは、いわゆる先駆植物といい、遷移の初期に素早く成長し、他の植物が繁茂し始めると消失、新たな場所を求める、という生活をしているものに見られる。同様な場所では、タケニグサがやはりそのような出現をすることが知られる。

## 分布
原産地はアフリカ。南洋や台湾には第二次世界大戦以前に侵入した。日本での最初の発見は、長田は1950年の福岡県とし、佐竹他は1947年の北九州としており、いずれにせよ、数年で九州から関西まで広まり、現在では関東地方までで普通に見られる。沖縄への侵入も戦後である。

## 利害
日本では特に利用されていない上に、場所を選ばず生える植物なので、雑草の範疇に入る。柔らかく背が高く根を張らないため、引き抜く困難はない。
他方で柔らかくアクもないため、食料とすることが可能である。長田は「シュンギクに似た香りがあり、食料野草の優品」と記している。同時に南洋では南洋春菊、台湾で昭和草との呼称があったことが記されている。清水は中国大陸で革命菜と呼ばれたことが紹介されている。現在の日本でもニワトリの餌などに利用するのを聞くことがある。

## 分類
ベニバナボロギク属の植物は約30種あり、いずれもアフリカ、マダガスカルを分布地、原産地としている。日本にはこの種のみが知られる。
似た植物としては、別属ではやはり帰化植物のダンドボロギクが全体にやや似ている。ノボロギクは背が低くてやや這うので似ていないが、頭状花が先細りの筒状になっているところはよく似ている。